# Desulfotomaculum thermobenzoicum
Desulfotomaculum thermobenzoicum è una specie di batterio appartenente alla famiglia delle Peptococcaceae.